# Будрак
Будрак (фр. Boudrac) насеље је и општина у јужној Француској у региону Миди Пирене, у департману Горња Гарона која припада префектури Сен Годан.
По подацима из 2011. године у општини је живело 126 становника, а густина насељености је износила 10,82 становника/km². Општина се простире на површини од 11,64 km². Налази се на средњој надморској висини од 498 метара (максималној 564 m, а минималној 379 m).

## Демографија
| 1962. | 1968. | 1975. | 1982. | 1990. | 1999. | 2011. |
| ----- | ----- | ----- | ----- | ----- | ----- | ----- |
| 131   | 148   | 150   | 144   | 126   | 122   | 126   |

График промене броја становника у току последњих година